# Caio Godoy
Caio Godoy Ormenese (24 april 1995) is een Braziliaans wielrenner die anno 2017 rijdt voor Soul Brasil Pro Cycling Team.

## Carrière
In 2012 nam Godoy, als nationaal kampioen, deel aan het wereldkampioenschap op de weg voor junioren. In deze wedstrijd, die werd gewonnen door Matej Mohorič, eindigde de Braziliaan als zestigste. Een jaar later was hij wederom een van de deelnemers, ditmaal eindigde hij op plek 23.
In 2014 nam hij namens Clube DataRo de Ciclismo-Bottecchia deel aan de Ronde van San Luis. Hier eindigde hij na zeven etappes, met een achterstand van bijna elf minuten op Adam Yates, op de tweede plek in het jongerenklassement. In 2016 werd Godoy vijfde op het Pan-Amerikaanse kampioenschap op de weg voor beloften, 32 seconden achter winnaar José Luis Rodríguez. In datzelfde jaar werd hij nationaal beloftenkampioen in zowel de tijdrit als de wegwedstrijd.
In 2017 werd hij prof bij Soul Brasil Pro Cycling Team, dat vanwege een schorsing pas halverwege februari weer aan internationale wedstrijden mocht deelnemen.

## Overwinningen
2012
 Braziliaans kampioen op de weg, Junioren
2016
 Braziliaans kampioen tijdrijden, Beloften
 Braziliaans kampioen op de weg, Beloften

## Ploegen
- 2014 –  Clube DataRo-Bottecchia (tot 9-4)
- 2015 –  Bretagne-Séché Environnement (stagiair vanaf 1-8)
- 2017 –  Soul Brasil Pro Cycling Team

Baena · Cabrera · Chiarello · dos Santos · Egídio · Godoy · Melo · Mendes · Panizo · T.Rodrigues · Roux · dos Santos · Silva · Vieira · Weber
Bideau · Boulo · Brun · Cam · Delaplace · Fédrigo · B. Feillu · R. Feillu · Fonseca · Gérard · Guillou · Hivert · Hoetarovitsj · Jarrier · Laborie · Ledanois · McLay · Périchon · Sepúlveda · Vachon · Bonnamour (stagiair) · Godoy (stagiair) · Madouas (stagiair)
Affonso · Almeida · Cardoso · Chaman · Chamorro · Godoy · Gohr · Machado · Morais · Nazaret · Nicácio · Pinheiro · Pires · Ranghetti · D. Silva · L. Silva · Simón